# Tiberius Néron
Pour les articles homonymes, voir Claudius Nero.
Tiberius Néron (en latin : Tiberius Claudius Nero), né vers 85 av. J.-C. et mort en 33 av. J.-C., est un général et homme politique romain.

## Biographie

### Ascendance
Tiberius Néron est membre de la gens Claudia, une influente famille de Rome. Il est un descendant de Tiberius Claudius Nero, consul en 202 av. J.-C., lui-même arrière petit-fils d'Appius Claudius Caecus, censeur en 312 av. J.-C. Il est le fils de Drusus Claudius Nero qui a servi sous Pompée en 67 lors de sa campagne contre les pirates. Il a une sœur appelée Claudia qui épouse Quintus Volusius Saturninus, préfet de Cicéron en Cilicie entre 51 et 50.

### Carrière
En 50 av. J.-C., le jeune Tiberius Néron est jugé être un assez bon parti pour que Cicéron songe un temps le marier à sa fille mais le mariage n'aura pas lieu, Cicéron préférant finalement l'alliance avec Dolabella.
En 48 av. J.-C., il est nommé questeur et sert sous César qui lui confie le commandement de la flotte basée à Alexandrie. En récompense de ses services, notamment sa victoire sur la flotte égyptienne, César le nomme pontife en 46, avant de l'envoyer en Gaule avec pour mission de créer des colonies de vétérans, dont Narbonne et Arles.

### Proscription
Après la mort de César, en tant qu'Optimates, les ennemis politiques du dictateur, il prend parti pour les Républicains césaricides lors de la séance du 17 mars 44 durant laquelle ces derniers sont amnistiés. Il va jusqu'à proposer de leur faire voter des honneurs spéciaux. Pourtant, malgré ce ralliement aux Républicains et probablement en souvenir de son service sous César, il ne figure pas sur la liste établie par les Triumvirs Marc Antoine, Octavien et Lépide lorsqu'ils lancent la procédure de proscription en 43. Il est même élu préteur cette année-là. Néanmoins, selon Suétone, la préture de Tiberius Néron s'achève sur un conflit avec les Triumvirs. C'est à cette époque que Tiberius Néron prend Livia Drusilla pour épouse. Fille de Marcus Livius Drusus Claudianus, elle est également membre de la gens Claudia. Leur premier enfant, Tibère, naît à Fondi le 16 novembre 42.
En 41, il rejoint Lucius Antonius, frère de Marc Antoine, à Pérouse, dans la guerre qui l'oppose à Octavien. C'est probablement à cette occasion que son nom est ajouté à la liste des proscrits, à l'instigation d'Octavien qui profite alors de la proscription pour se débarrasser des partisans de Marc Antoine. Accompagné de Caius Velleius, son praefectus fabrum,, il parvient à s'échapper et se réfugie à Préneste puis à Naples. Il tente alors de soulever la Campanie, en vain.
Il passe ensuite en Sicile, accompagné de son épouse et de son fils Tibère, et trouve refuge auprès de Sextus Pompée. Caius Velleius, qui l'a accompagné jusque-là, se suicide avant de passer en Sicile, peut-être du fait de son âge trop avancé pour tenter l'aventure et à cause de son statut de proscrit. Tiberius Néron semble être resté peu de temps avec Sextus Pompée. Vexé par le manque d'égards dus à son rang de préteur, il quitte la Sicile pour rallier Marc Antoine en Achaïe.

### Fin de carrière
En 39, il bénéficie de la restitutio lors de la signature des accords de Misène entre les Triumvirs et Sextus Pompée. Il peut alors revenir à Rome avec sa famille sans craindre pour sa vie. Début 38 av. J.-C., il est contraint par Octavien de divorcer de sa femme Livia Drusilla, alors que celle-ci est enceinte de Drusus, le frère cadet de Tibère,. Le fait que Livia soit enceinte ne semble pas constituer un obstacle pour son divorce et son remariage avec Octavien, qui se déroule le 17 janvier 38. Drusus naît en avril de la même année.

### Mort et descendance
Tiberius Néron décède quelques années plus tard, en 33 av. J.-C. De son mariage avec Livia Drusilla, il laisse à sa mort deux enfants, Tibère, âgé de 9 ans, et Drusus, âgé de 5 ans, tous deux adoptés par Octavien. Le jeune Tibère prononce son oraison funèbre depuis les Rostres, sur le Forum Romain. Plus tard, alors que Tibère célèbre son entrée dans l'âge adulte, il fait organiser deux spectacles de gladiateurs, le premier sur le Forum en l'honneur de son père Tiberius Néron, et le deuxième dans un amphithéâtre en l'honneur de son grand-père Drusus.